# Бојана Угрешић
Бојана Угрешић је српска модна дизајнерка, стилисткиња и оснивачица модног бренда Bojana.

## Oбразовање
Дипломирала је маркетинг на Економском факултету у Новом Саду, где је стекла и звање мастера. Њен завршни рад на основним студијама на Економском факултету био је на тему Мода као масовна култура, док је завршни мастер рад био посвећен теми Креирање маркетинг микса модног бренда на глобалном тржишту, што је представљало спој њеног формалног образовања и практичног искуства у модној индустрији и видео продукцији.

## Каријера
Каријеру је започела као костимографкиња и стилисткиња 2004. године у видео продукцијама. Током студија радила је на многобројним музичким спотовима, кампањама и уметничким пројектима, сарађујући са неким од најпознатијих звезда региона. Њена тетка је била призната Холандска и Југословенска књижевница Дубравка Угрешић, што је, по речима дизајнерке, била велика инспирација да посебан значај да развоју тематских колекција – у којима се посебно истиче порука колекције кроз тему и основ приче. Наратив је пренешен кроз одевни комад и визуале – у сарадњи са тимом аутора, који из различитих углова доприносе пуноћи приче и значају креативне размене у процесу развоја визуала.
Као стилисткиња, сарађивала је са највећим звездама из региона, укључујући бројне истакнуте личности из света музике, филма и јавног живота. Њене креације виђене су на наступима, телевизији и свечаним догађајима. Посебно истиче значај одеће као личне реликвије која прати важне животне тренутке.

## Оснивање бренда (2015)
Године 2015. оснива студио и модни бренд Bojana Ugresic у Новом Саду, у којем ради по заказивању. Колекције се граде око теме, при чему сваки одевни предмет представља елемент шире визуелне приче. Бренд је познат по колекцијама које спајају савремену женственост са културним, духовним и личним наративима. Њен дизајн препознатљив је по ручној изради, вишеслојним формама, симболици и визуелном приповедању, кроз које истражује теме идентитета, трансформације и унутрашњег света.

### Модни стил и филозофија
Угрешић гради свој модни израз на повезивању лепоте, светлости, женствености и духовности. Верује у тријаду тело-ум-душа као основу стварања. Свака колекција црпи инспирацију из једне од ових сфера.
Мода је за Бојану Угрешић огледало унутрашњег света. Верује да лепота долази из истине и аутентичности. Њен циљ је да кроз дизајн пренесе духовне и културне вредности и створи комаде који трају кроз време.
Карактеристике креација:
- Ручна израда
- Тематски концепт
- Визуелна нарација
- Комбинација материјала (свила, брокат, муслин, сатен, тил...)
- Лаганост и вишеслојност
- Џепови као симбол слободе
- Дискретна примена логоа у детаљима

### Колекције
- – Почетна колекција која темељи бренд на тројству тела, ума и душе.
- – Истраживање личне и универзалне љубави. Комади прате емоције и интимну симболику.
- – Инспирисана Монтроом и визијом додира с неба. Развија bridal линију као повратак чистоти.
- – О уверењима која настају спознајом повезаности људи у простору и времену.[3]
- – Метафора рађања новог бића кроз процес унутрашње трансформације као што бисер настаје у шкољци.[1][4]
- – Број 12 као симбол целовитости и истраживање животних поља и односа.
- – Повезаност са природом и значај еколошке равнотеже у креативном процесу.
- – Интердисциплинарно истраживање боја, звука, вибрација и њиховог утицаја на живот.
- – Трансформација као предуслов за раст и напредак.
- – Тема подсвести и снова као духовног водича.[5]
- — Симболика броја 27 као животног пута, личне судбине и дизајнеркиног датума рођења.
- – О важности очувања светлости душе, упркос свему спољашњем.
- – Интеграција на личном нивоу – кроз целину односа, емоција и стварања.[6][7]

### Сегменти колекција
- – Венчанице препознатљиве по нежности и белој палети.
- – Свакодневна елеганција са дозом уметничког израза.
- – Комерцијални комади за лаку примену у свакодневици.